# Свадебный поезд в Хардангере
«Свадебный поезд в Харда́нгере» (дат. Brudefærden i Hardanger) — двухактный балет Августа Бурнонвиля на музыку Холгера Паулли. По мнению Эдварда Брандеса — лучший балет балетмейстера, наравне с «Горной хижиной» и «Народным преданием». 
Премьера спектакля состоялась 4 марта 1853 года в Копенгагене, на сцене Королевского театра в исполнении артистов Королевского балета. Роль норвежки Рагнильды исполняла Жюльетта Прайс. Позднее эту партию исполняла балерина Петрина Фредструп. В своих записках Бурнонвиль особо отметил её великолепное исполнение норвежских крестьянок в «Свадебном поезде» и «Горной хижине»; также он выделил Людвига Гаде в «чётко очерченных характерных ролях», среди которых назвал и партию Ола.  
Действие происходит в Хардангере, Норвегия. 